# Liste der Einträge im National Register of Historic Places im Cullman County
Die Liste der Registered Historic Places im Cullman County in Alabama führt alle Bauwerke und historischen Stätten im Cullman County auf, die in das National Register of Historic Places aufgenommen wurden.

## Aktuelle Einträge
| Lfd. Nr. | Name                                          | Bild | Datum der Eintragung | Adresse/Lage                                                       | Ort        | ID-Nr.   | Beschreibung |
| -------- | --------------------------------------------- | ---- | -------------------- | ------------------------------------------------------------------ | ---------- | -------- | ------------ |
| 1        | Ave Maria Grotto                              |      | 19. Jan. 1984        | St. Bernard Abbey                                                  | Cullman    | 84000610 |              |
| 2        | Clarkson Bridge                               |      | 25. Juni 1974        | westlich von Cullman                                               | Cullman    | 74000408 |              |
| 3        | Crane Hill Masonic Lodge                      |      | 29. Nov. 2001        | 14538 Cty. Rd. 222                                                 | Crane Hill | 01001294 |              |
| 4        | Cullman Downtown Commercial Historic District |      | 11. Apr. 1985        | grob begrenzt von 4th Ave. und 1st Ave., 2nd St. SE und 5th St. SE | Cullman    | 85000738 |              |
| 5        | Cullman Historic District                     |      | 30. Aug. 1984        | grob begrenzt durch 1st Ave. und 8th Ave., 3rd St. und 9th St.     | Cullman    | 84000615 |              |
| 6        | Ernest Edward Greene House                    |      | 3. Feb. 1993         | 105 6th Ave. SE.                                                   | Cullman    | 92001828 |              |
| 7        | Louisville and Nashville Railroad Depot       |      | 17. Juni 1976        | 309 1st Ave. NE                                                    | Cullman    | 76000320 |              |
| 8        | Shady Grove Methodist Church and Cemetery     |      | 3. Okt. 2002         | Ruby, 6 km westlich von Logan                                      | Logan      | 02001067 |              |
| 9        | Stiefelmeyer’s                                |      | 22. Dez. 1983        | 202 1st Ave. SE                                                    | Cullman    | 83003444 |              |